# Georgia Brown (cantante 1980)
Georgia Brown, pseudonimo di Rossana Monti (Napoli, 29 giugno 1980), è una cantautrice italiana naturalizzata brasiliana, nota per la sua estensione vocale.

## Biografia
Georgia canta da quando aveva 5 anni. Le sue performance più famose sono quelle del brano Mermaid, cantato interamente in registro di fischio, e la registrazione studio della hit It's a Pleasure, dove tocca un fa8 (F9 nella notazione anglosassone) e lo tiene per 7 secondi, oppure il la6 (A7) nell'album.
È titolare dal 2004 del Guinness dei Primati per l'intervallo vocale più esteso per una donna, dal sol2 al sol 9 (G3-G10), esattamente otto ottave. La sua estensione è stata misurata comparandola con un pianoforte, un violino e un organo Hammond. È anche detentrice del record per la nota più acuta, sol9 (G10).

## Discografia parziale

### Album in studio
- 1999 – Black Nature
- 2001 – To Da Floor
- 2003 – Heart Beats
- 2008 – The Renascence of Soul